# Werner Loval
Werner Loval (hebräisch ורנר לובל; * 27. April 1926 in Bamberg; † 24. November 2022 in Jerusalem) war ein Geschäftsmann, Diplomat und israelischer Botschafter.

## Biografie

### Herkunft
Werner Loval wurde als Werner M. Löbl in eine wohlhabende jüdische Unternehmerfamilie hineingeboren. Er wuchs zunächst in seiner Geburtsstadt Bamberg auf. Sein Vater Salomon „Sali“ Löbl (* 4. November 1890 in Bamberg; † 6. Juni 1944 in Quito, Ecuador) war Mitinhaber der Firma Hugo Löbl Elektrische Klein-Industrie, Bamberg – Paris, die sein Vater Hugo Löbl gegründet hatte und die sich ab 1917 in Bamberg in der Luitpoldstraße 27 befand. Seine Mutter Frieda „Friedl“ (* 6. Juli 1892 in Augsburg; † 24. Februar 1952 in New York) stammte aus der Bankiersfamilie Aufhäuser. Der Firmengründer und die Familien der Söhne wohnten im repräsentativen Vorderhaus. Ab 1924 wurde der Einzel- und Großhandel erweitert durch die Firma Hugo Löbl Söhne G.m.b.H. (Logo: HLS, Markenname: Hulorit). Im Jahr 1928 erfolgte ein moderner Neubau mit Sheddachhallen für die Produktion in der Lichtenhaidestraße 9. Anfang der 1930er Jahre waren 200 Mitarbeiter beschäftigt. 
Durch die zwangsweise „Arisierung“ von 1938 ging dieses Unternehmen in Lindner u. Co. (später: Lindner GmbH) auf, während der Groß- und Einzelhandel von dem lokalen Wettbewerber Gustav Zenetti übernommen wurde, beide Unternehmen weit unter Wert. Als die Repressionen der Nationalsozialisten im NS-Staat immer härter wurden, sein Vater im November 1938 in der Folge der Novemberpogrome im KZ Dachau inhaftiert, die Firma von den Nationalsozialisten geraubt und Werner und seiner Schwester der Schulbesuch verboten worden war, entschlossen sich die Eltern, ihre beiden Kinder mit dem sogenannten Kindertransport nach England zu schicken und so zu retten. Im Tagebuch der Schwester Erika Löbl und in seinen eigenen Erinnerungen ist dies nachzulesen. Seine Eltern Salomon und Frieda Löbl konnten nach mehreren gescheiterten Versuchen lebensrettende Ausreisevisa erlangen und über Sibirien nach Ecuador gelangen. 

### Schule
Er besuchte wie sein Vetter Herbert Loebl in seiner Geburtsstadt Bamberg die Grundschule und das Neue Humanistische Gymnasium, bis er kurz nach seiner Bar Mitzwa am 13. Mai 1939 mit seiner Schwester Erika Mitte Juni auf dem Schiff Europa einen Platz in einem Kindertransport nach England bekam. Die beiden besuchten zunächst die Schule Bunce Court in der Grafschaft Kent, später in Shrewsbury. Im August 1942 fuhren Werner und Erika an Bord eines Frachtschiffes nach Buenos Aires. Von dort aus gelangten sie über Chile nach Ecuador, wo sie im Oktober 1942 von ihrem Vater vom Schiff abgeholt wurden.

### Beruf
Werner Lovals erster Job in Ecuador war in einer Pharmaziefirma. Danach arbeitete er in einer Metallfirma und in einer südamerikanischen Handelsfirma, bevor er von der US-Militärniederlassung in Quito angestellt wurde. Im September 1945 übersiedelte Loval in die USA zu Verwandten und arbeitete in einer Textilfirma, bevor er zum Militär eingezogen wurde. Eine Tätigkeit im internationalen Handel führte ihn zur Diplomatie. Er beschloss, sich im noch jungen Staat Israel zu engagieren.

### Leben in Israel
1953 übersiedelte er nach Israel, nahm die israelische Staatsbürgerschaft an und arbeitete im Außenministerium. Seine beruflichen Stationen waren El Salvador, Honduras, Costa Rica, Nicaragua, Panama und Mexiko. Nach dem Ausscheiden aus dem diplomatischen Dienst gründete Werner Loval die Immobilienfirma „Capital Building and Real Estate Ltd“, später „Anglo Saxon Real Estate“, eine der größten Immobilienfirmen Israels. Loval war Mitbegründer der Har-El-Reform-Synagoge in Jerusalem.

### Familie
Werner Loval war ab 1956 verheiratet mit Pamela Sabel, sie hatten gemeinsam zwei Söhne und zwei Töchter. Seine Geburtsstadt Bamberg besuchte er häufig mit seiner Familie.